# Карпов, Павел Алексеевич
Павел Алексеевич Карпов (12 июня 1924 — 1 ноября 2008) — командир орудийного расчета 76-мм пушки 1336-го стрелкового полка сержант — на момент представления к награждению орденом Славы 1-й степени.

## Биография
Родился в селе Павловка поселок в Спасском районе Республики Татарстан. Окончил 5 классов. Работал весовщиком, потом стал прицепщиком, помощником комбайнера в Кузнечихинской МТС. С началом войны работал комбайнером.
В августе 1942 года был призван в Красную Армию. В учебном полку в городе Иваново прошел военную подготовку и направлен на Сталинградский фронт. С сентября того же года в составе 124-й стрелковой бригады участвовал в боях в районе Тракторного завода. Через неделю боев был ранен.
После госпиталя, через запасной полк в Ярославле, направлен на Калининский фронт. Воевал в полковой разведке, добыл несколько «языков», награждён орденом Красной Звезды. В январе 1943 года снова ранен. После выздоровления по собственной просьбе направлен в артиллерию. К началу 1944 года младший сержант Карпов — заряжающий 76-мм пушки 1336-го стрелкового полка 319-й стрелковой дивизии. В составе этой части прошел до Победы.
25 января 1944 года при отражении контратаки противника у деревни Слободка младший сержант Карпов был тяжело ранен, но остался в строю. Принял на себя командование расчетом до конца боя.
Приказом от 17 июля 1944 года младший сержант Карпов Павел Алексеевич награждён орденом Славы 3-й степени.
24-24 января 1945 года в боях за город Лабиау в Восточной Пруссии наводчик орудия сержант Карпов в составе расчета, находясь в боевых порядках стрелковых подразделений, огнём из орудия прямой наводкой поразил 4 вражеских пулемета с прислугой, танк и бронетранспортер.
Приказом от 15 марта 1945 года сержант Карпов Павел Алексеевич награждён орденом Славы 2-й степени.
8 апреля 1945 года в бою на западной окраине города Кенигсберга командир орудийного расчета сержант Карпов артиллерийским огнём с открытой позиции вывел из строя противотанковую пушку и несколько пулеметов с прислугой.
Указом Президиума Верховного Совета СССР от 29 июня 1945 года за исключительное мужество, отвагу и бесстрашие, проявленные в боях с вражескими захватчиками, сержант Карпов Павел Алексеевич награждён орденом Славы 1-й степени. Стал полным кавалером ордена Славы.
В 1945 году Карпов был демобилизован. Вернулся на родину. Первое время работал в колхозе на комбайне. В 1956—1961 годах трудился крепильщиком на шахте в городе Воркуте, затем работал в Свердловске, в Димитровграде Ульяновской области. В середине 1990-х годов переехал в город Болгар, центр Спасского района Республики Татарстан. Участник Парада Победы 1995 года.
Скончался 1 ноября 2008 года.

## Память
На Аллее Героев в городе Болгар Спасского района Республики Татарстан установлен бюст Карпову П. А.

## Награды
Награждён орденами Отечественной войны 1-й степени, Красной Звезды, Славы 3-х степеней, медалями.